# نخ دندان

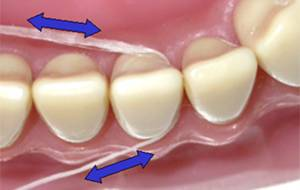
Floss4

نخ دندان یک نخ چند رشته‌ای از جنس نایلون یا گاهی تک‌رشته‌ای از جنس تفلون است که برای برداشتن پلاک دندانی و خارج کردن مواد غذایی باقی‌مانده در سطوح مجاور دندان‌ها (فاصله بین دندان‌ها) بکار می‌رود. به عنوان مثال برای این از جنس تفلون استفاده میشود زیرا تفلون یک ماده نچسب و بی اثر است. سطوح بین دندانی با استفاده از مسواک تمیز نمی‌شوند و با استفاده از نخ دندان می توان این سطوح را تمیز کرد. با استفاده از آن میتوان از هالیتوز جلوگیری کرد.

## استفاده
از یک نخ دندان مناسب، یک تکه به اندازه تقریبی ۲۰ الی ۲۵ سانتیمتر بریده می‌شود. به‌طوری‌که بعد از گره زدن دو سر نخ دندان حلقه‌ای تشکیل شود که این حلقه نخ به درستی در بین انگشتان دو دست قرار می گیرد. روش دیگر پیچاندن نخ به دور دو انگشت میانه و گرفتن آن با انگشت‌های سبابه و شست است.
حلقه نخ دندان را بین انگشتان به صورتی گرفته که انگشتان شست و اشاره آزاد باشد. بزرگ و کوچک بودن بیش از حد حلقه تسلط را به نخ دندان کمتر می‌کند.

نکته در استفاده از نخ دندان این است که بعد از تمیز کردن یک ناحیه به ازای هر دندانی که تمیز می‌شود؛ با یک انگشت، نخ دندان در بین انگشتان چرخانده می‌شود، تا همیشه یک ناحیه تمیز از نخ دندان در بین دو انگشت قرار گیرد. حلقه بودن نخ دندان این مزیت را دارد که از کل طول نخ استفاده می‌شود. در صورت چرخش مداوم نخ از انتقال مواد عفونی موجود در بین یک دندان به نواحی مجاور جلوگیری خواهد شد.
در صورت عدم رعایت روش صحیح، نخ دندان ،منجر به تحلیل لثه میشود. باید مراقب بود نخ دندان به روی لثه ضربه نزند ،هدف، حرکت بالا و پایین نخ دندان روی سطوح مزیال و دیستال دندان است که پرز مسواک به این نواحی دسترسی ندارد.
۱- نخ دندان را از یک طرف دیواره دندان وارد کرده و موقع خارج کردن از دیواره مقابل خارج می‌شود یعنی نخ دندان یک حلقه کامل لای دو دندان مجاور می‌زند.

1. نخ دندان به دیواره ی کنار دو دندان (دیواره ی مزیال و دیستال) مجاور لثه کشیده شود تا خوب تمیز شود. در اوایل شاید از لثه خون بیاید، ولی پس از مدتی که لثه خوب تمیز شد، خون‌ریزی کاهش پیدا خواهد کرد. در صورت ادامه خون‌ریزی حتماً به دندانپزشک مراجعه شود زیرا احتمالاً دندانها به درمان لثه نیاز دارد.[۴][نیازمند منبع]
2. در صورتی که استفاده از نخ دندان همراه با رشته رشته شدن نخ باشد یا منجر به پاره شدن نخ دندان گردد ممکن است چند علت داشته باشد: اول ، پوسیدگی بین دو دندان ، دوم ، وجود جرم در آن ناحیه. سوم ، ترمیم نامناسب. در هر سه صورت باید به دندانپزشک مراجعه و نسبت به رفع مشکل اقدام نمود.
3. بهترین موقع استفاده از نخ دندان در بین مسواک زدن خواهد بود به این صورت که وقتی مسواک زدن را شروع کرده و خمیر دندان به خوبی کف کرده، مسواک زدن را موقتاً کنار گذاشته و نخ دندان را به‌دست گرفته و پس از استفاده از نخ دندان دوباره مسواک زدن ادامه پیدا کند. اما بهتر هست قبل از مسواک زدن نخ دندان استفاده شود تا بین دندان ها تمیز شده  تا خمیر دندان تاثیر بیشتری در بین دندان ها بگذارد.

بهتر است انسان ۲ بار در روز مسواک بزند و ۱ بار از نخ دندان استفاده کند.
۱- آماده کردن: حدود ۲۰ سانتی‌متر از نخ دندان را جدا کرده و آن را دور انگشتان میانی خود بپیچید، ۵سانتی متر آن را بین انگشتان خود باقی بگذارید.
1. طرز قرار دادن و استفاده: با انگشتان شست و اشاره، نخ دندان را به حالت کشیده و به آرامی بین دندان‌هایتان به طرف پایین حرکت دهید. دقت کنید که نخ دندان به‌طور ناگهانی به لثه‌هایتان اصابت نکند.
2. تمیز کردن: نخ دندان را به شکل حرف "C "دور هر دندان بپیچید، سپس آن را به آرامی در کناره هر دندان وزیر خط لثه به بالا و پایین حرکت دهید.

## گیره نخ دندان
برای سادگی استفاده از نخ دندان گیره‌های کوچکی در سبک‌های مختلف ابداع شده‌اند که می‌توانند نخ دندان را نگه داشته و نخ دندان کشیدن را ساده‌تر کنند. از محاسن استفاده از این گیره‌ها باید به افزایش سرعت نخ دندان کشیدن و ساده‌تر کردن اینکار اشاره کرد. از اشکالات این روش هم استفاده از سطح کوچکی از نخ دندان برای تمام دندانهاست.

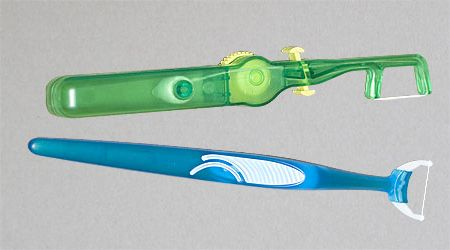
گیره نخ دندان با سر تعویض شونده

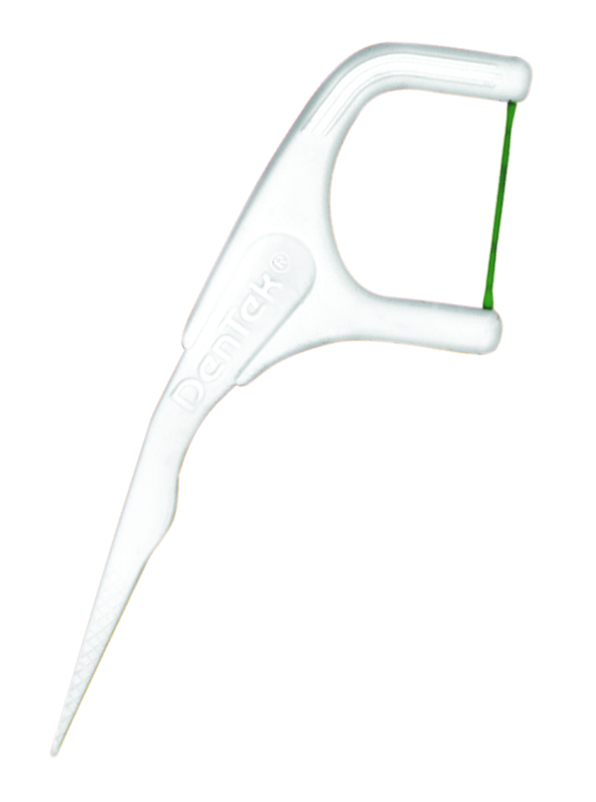
گیره نخ دندان یکبار مصرف F شکل
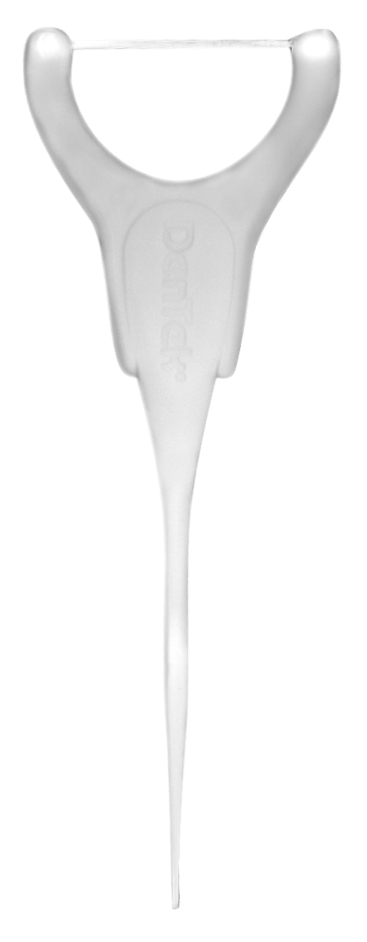
گیره نخ دندان یکبار مصرف Y شکل

## تاثیر و انواع

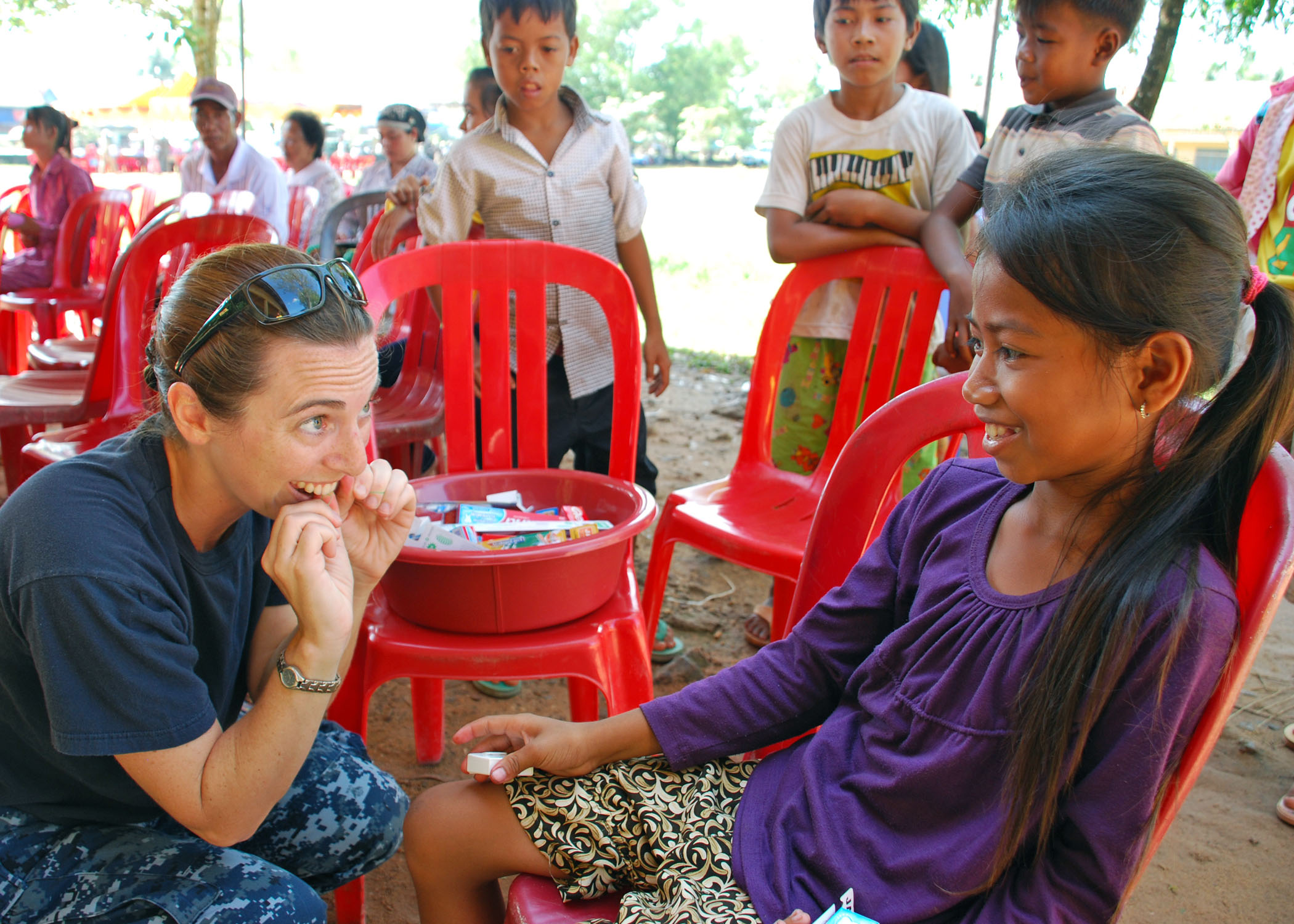
آموزش به یک کودک

با استفاده از نخ دندان، سطوح دندانی مجاور لثه تمیز می‌شود، زیرا نخ دندان قسمت‌هایی از دندان را که با مسواک قابل دسترسی نیست تمیز می‌کند. به‌علاوه استفاده از نخ دندان در پیشگیری از بیماریهای لثه و پوسیدگی های شایع بین دندانی در دندانهای دائمی و بیماران دارای ارتودنسی ، بریج و ایمپلنت مؤثر است.
انواع مختلفی از نخ دندان (با موم، بدون موم، و طعم دار) و فلاست‌های مخصوص دندانپزشکی در دسترس هستند.

### استفاده روزانه
نخ دندانهای satin floss و satin tape برای استفاده روزانه مناسب هستند. نوار دندان نسبت به نخ دندان سطح پهن تری دارد و می‌تواند بین دندان‌ها قرار گیرد.

### نخ دندان مخصوص
افرادی که وسایل ارتودنسی یا «بریج» دارند و نمی توانند از نخ دندان‌های معمولی استفاده کنند، بهتر است از نخ دندان‌های مخصوص که دارای قسمت نایلونی مقاوم برای عبور به زیر بریج و وسایل ارتودنسی هستند، استفاده کنند.

#### مسواکهای بین دندانی
محصولات دیگری که برای تمیز کردن فاصله بین دندان‌ها موجودند مسواکهای بین دندانی هستند که می‌توانند فواصل بین دندان‌ها، وسایل ارتودنسی بریج و ایمپلنت را به خوبی تمیز کنند.